# Dom Saddama
Dom Saddama (House of Saddam, 2008) – brytyjski serial historyczny nadawany przez stację HBO od 30 lipca 2008 r. W Polsce nadawany także przez stację HBO od 4 lipca 2009. Serial wyprodukowany został przez BBC Television i HBO films.

## Fabuła
Serial opowiada o życiu Saddama Husajna przed i po upadku jego dyktatury. W serialu zostały ukazane jego stosunki z rodziną oraz problemy, z jakimi musiał walczyć.

## Obsada
- Yigal Naor jako Saddam Husajn
- Saïd Taghmaoui jako Barzan Ibrahim
- Shohreh Aghdashloo jako Sadżida Chajr Allah Talfa
- Christine Stephen-Daly jako Samira Szachbandar
- Uri Gavriel jako Ali Hasan al-Madżid
- Amr Waked jako Husajn Kamil al-Madżid
- Makram Khoury jako Tariz Aziz
- Philip Arditti jako Udajj Husajn
- Mounir Margoum jako Kusajj Saddam Husajn
- Sason Gabbaj jako Ahmad Hasan al-Bakr
- Agni Scott jako Raghad Saddam Husajn
- Akbar Kurtha jako Kamil Hanna
- Shivani Ghai jako Rana Saddam Husajn
- Trevor White jako Newman
- Nasser Memarzia jako Zajdan
- Raymonde Amsalem jako Sanna
- Raad Rawi jako Kabariti
- Amber Rose Revah jako Hala Saddam Husajn
- Waleed Zuaiter jako Adnan al-Hamdani
- Daniel Lundh jako Saddam Kamil al-Madżid
- Daphne Alexander jako Sara
- George Savvides jako Muszi Maszhadi
- Hichem Rostom jako Muhammad Ghani

## Bohaterowie
- Barzan Ibrahim – brat Saddama oraz reprezentant Iraku w ONZ.
- Sadżida Chajr Allah Talfa – żona Saddama.
- Samira Szachbandar – kochanka Saddama i jego druga żona.
- Ali Hasan al-Madżid – znany bardziej jako „chemiczny Ali"
- Husajn Kamil al-Madżid – zięć Saddama.
- Tarik Aziz – minister spraw zagranicznych oraz Premier Iraku.
- Udaj Husajn – najstarszy syn Saddama.

## Odcinki

### Część I
Bagdad. W marcu 2003 roku Saddam ogląda w telewizji apel prezydenta George’a Busha do narodu irackiego. W pobliżu pałacu wybuchają bomby. Husajn żegna się z synami, Udajem i Kusajem, którzy mają się ukryć. Rok 1979. Saddam obejmuje władzę w Iraku. Krwawo rozprawia się z wrogami. Rozpoczyna się konflikt iracko-irański. Husajn zakochuje się w zamężnej nauczycielce, co niepokoi jego żonę, Sadżidę. Umiera matka dyktatora, który bardzo przeżywa tę stratę. Wkrótce odbywa się ślub jego córki Raghad z Husajnem Kamilem, kuzynem tyrana i jego bliskim sojusznikiem. Podczas uroczystości panuje atmosfera zazdrości i rywalizacji.

### Część II
Rok 1988. Irak stoi na krawędzi bankructwa. Mimo to w Bagdadzie odbywają się kosztowne obchody upamiętniające zwycięstwo w wojnie z Iranem. Najstarszy syn Saddama, Udaj, jest agresywny i nie stroni od przemocy. Ojciec musi go zdyscyplinować. Sadżida, pierwsza żona dyktatora, dowiaduje się, że jej były mąż poślubił swoją kochankę, Samirę. Tymczasem polityka naftowa uprawiana przez Kuwejt zmusza Saddama do wypowiedzenia temu państwu wojny. Inne narody jednoczą się w obronie Kuwejtu. Jednak koalicja pod wodzą Stanów Zjednoczonych nie decyduje się na zajęcie Bagdadu. Husajn znowu pyszni się swoim zwycięstwem.

### Część III
Rok 1995. Jeden ze współpracowników Saddama, jego zięć Husajn Kamil, boryka się z kłopotami. Irak pogrąża się w kryzysie po wojnie w Zatoce Perskiej. Trudną sytuację pogrążają jeszcze sankcje gospodarcze nałożone na kraj przez ONZ, z powodu utrudniania przez Irak inspektorom rozbrojeniowym kontroli irackich arsenałów broni. Wreszcie inspektorzy otrzymują pozwolenie na kontrolę. Jednak broń, środki chemiczne i dokumenty są ukrywane lub wywożone, a kontrolerzy mogą poruszać się tylko w towarzystwie zaufanych ludzi reżimu. Trwają obchody siódmej rocznicy zwycięstwa nad Iranem. Tymczasem Husajn Kamil i jego brat uciekają z rodzinami do Jordanii. Chcą zdobyć przychylność USA. Saddam prosi, by ich wuj, Ali Hasan al-Madżid, ukarał zdrajców.

### Część IV
Rok 2003. Prezydent Bush zarządza poszukiwania dyktatora. Saddam poleca swojej rodzinie schronić się w Syrii. Prosi, by w Iraku zostali tylko jego synowie Udaj, Kusaj oraz wnuk, Mustafa. Wkrótce Husajn w trosce o swoje bezpieczeństwo ukrywa się nad rzeką Tygrys w okolicach Tikritu. Mieszkał w tamtych stronach, gdy był dzieckiem. Tymczasem wojska koalicji zajmują Bagdad. Tyran chroni się w chacie. Nagrywa propagandowe przemówienia. Jego wierny ochroniarz dostarcza je radiu. Sadżida z córką i wnukami ucieka do Jordanii. Saddam dowiaduje się, że za jego głowę wyznaczono 25 milionów dolarów. Na trop jego kryjówki niebawem wpadają żołnierze. Jego lojalny ochroniarz usiłuje go bronić, jednak Saddam zostaje siłą wyciągnięty z lepianki.